# Eucrate solaris
Eucrate solaris is een krabbensoort uit de familie van de Euryplacidae. De wetenschappelijke naam van de soort is voor het eerst geldig gepubliceerd in 1979 door Yang & Sun.